# Antanimbary
Antanimbary est une commune urbaine malgache située dans la partie centre-ouest de la région de Betsiboka.